# Jean Merrill
Jean Fairbanks Merrill (* 27. Januar 1923 in Rochester, New York; † 2. August 2012 in Randolph, Vermont) war eine US-amerikanische Kinderbuch-Autorin. Ihr bekanntestes Werk war Der Krieg der fliegenden Händler (englisch The Pushcart War) aus dem Jahr 1964.
Merrill verfasste mehr als 30 Bücher und ein Dutzend Drehbücher für Zeichentrick-Adaptionen ihrer Werke. Unter anderem gewann sie zwei Lewis Carroll Shelf Awards.

## Leben
Merrill wurde 1923 als eines von zwei Kindern des Ehepaars Earl and Elsie Merrill in Rochester (New York) geboren. Ihre Eltern betrieben einen Milchviehbetrieb in Webster am Ufer des Ontariosees, wo sie ihre Kindheit verbrachte. Merrill machte ihren Abschluss am Allegheny College in Meadville (Pennsylvania) und 1945 ihren Master-Abschluss am Wellesley College. Danach fand sie eine Stelle als Redakteurin beim Scholastic-Magazin.
1951 veröffentlichte sie ihr erstes Buch, Henry the Hand-Painted Mouse. Im darauffolgenden Jahr erhielt sie ein Fulbright-Stipendium, um Folkloristik an der University of Madras in Indien zu studieren. Mehrere ihrer späteren Bücher basierten auf asiatischen Volksmärchen.
Jean Merrill verstarb im August 2012 im Alter von 89 Jahren an einem Krebsleiden.

## Werke (Auswahl)
- Henry the Hand-Painted Mouse. 1951
- The Woover. 1952
- A Song for Gar. 1955
- Shan’s Lucky Knife. 1960
- Blue’s Broken Heart. 1960
- The Superlative Horse. 1961
- Der Krieg der fliegenden Händler (The Pushcart War). 1964
- The Elephant Who Liked to Smash Small Cars. 1967
- The Black Sheep. 1969
- Mary, Come Running. 1970
- Here I come — ready or not. 1971
- Der Zahnpastamillionär (The Toothpaste Millionaire). 1972
- The Girl Who Loved Caterpillars. 1992